# Böhen
Böhen ist eine Gemeinde im schwäbischen Landkreis Unterallgäu und ein Mitglied der Verwaltungsgemeinschaft Ottobeuren.

## Geografie

### Geografische Lage
Der gleichnamige Hauptort liegt circa 20 Kilometer südöstlich von Memmingen in Mittelschwaben und gehört der Planungsregion Donau-Iller an.
Böhen ist die höchstgelegene Gemeinde im Landkreis Unterallgäu. Der tiefste Punkt in der Gemeinde liegt bei 681 m ü. NHN an der westlichen Günz, der höchste Punkt auf 849 m ü. NHN südlich von Oberwarlins, zugleich höchster Geländepunkt im Landkreis und unweit der Stelle, wo die Landkreise Oberallgäu, Ostallgäu und Unterallgäu zusammentreffen.

### Gemeindegliederung
Das Gemeindegebiet besteht nur aus der Gemarkung Böhen.
Es gibt 26 Gemeindeteile (in Klammern ist der Siedlungstyp angegeben):
- Berg (Weiler)
- Böhen (Pfarrdorf)
- Brandholz (Weiler)
- Fricken (Weiler)
- Günzegg (Dorf)
- Hüners (Weiler)
- Karlins (Weiler)
- Kräpflins (Einöde)
- Kuttern (Einöde)
- Lampolz (Weiler)
- Neuhaus (Einöde)
- Nollen (Weiler)
- Oberrechberg (Einöde)
- Oberwaldmühle (Weiler)
- Oberwarlins (Dorf)
- Osterberg (Weiler)
- Pfaudlins (Weiler)
- Schögglins (Einöde)
- Schwanden (Weiler)
- Stöcken (Weiler)
- Theilen (Einöde)
- Unterrechberg (Einöde)
- Unterwaldmühle (Weiler)
- Unterwarlins (Weiler)
- Westenried (Einöde)
- Wies (Weiler)

Das Gemeindegebiet erstreckt sich insgesamt über eine Fläche von 2053 ha.
| Fläche nach Nutzungsart | Landwirt- schafts- fläche | Wald- fläche | Gebäude-, Frei- und Betriebsfläche | Verkehrs- fläche | Wasser- fläche | Sport- und Grünfläche | sonstige Nutzung |
| ----------------------- | ------------------------- | ------------ | ---------------------------------- | ---------------- | -------------- | --------------------- | ---------------- |
| Fläche in km²           | 14,22                     | 5,17         | 0,52                               | 0,49             | 0,10           | 0,03                  | 0,01             |
| Anteil an Gesamtfläche  | 69,3 %                    | 25,2 %       | 2,5 %                              | 2,4 %            | 0,5 %          | 0,1 %                 | 0,0 %            |

## Geschichte

### Bis zur Gemeindegründung
Erste bekannte Erwähnung des Ortes befindet sich im Chronicum Ottobuarum (entstanden um 1180). In der handgeschriebenen Chronik wird zum Gründungszeitraum des Klosters Ottobeuren im Jahr 746 unter anderen Orten auch Behaim als angebliches Stiftungsgut erwähnt. Der Wahrheitsgehalt ist aufgrund fehlender Originalurkunden ungewiss, jedoch ist damit gesichert, dass Böhen im Jahr 1180 bereits längere Zeit existiert hat.
Böhen gehörte zum Reichsstift Ottobeuren. Seit dem Reichsdeputationshauptschluss von 1803 gehört der Ort zu Bayern. Im Zuge der Verwaltungsreformen im Königreich Bayern entstand mit dem Gemeindeedikt von 1818 die heutige Gemeinde.

### Religionen

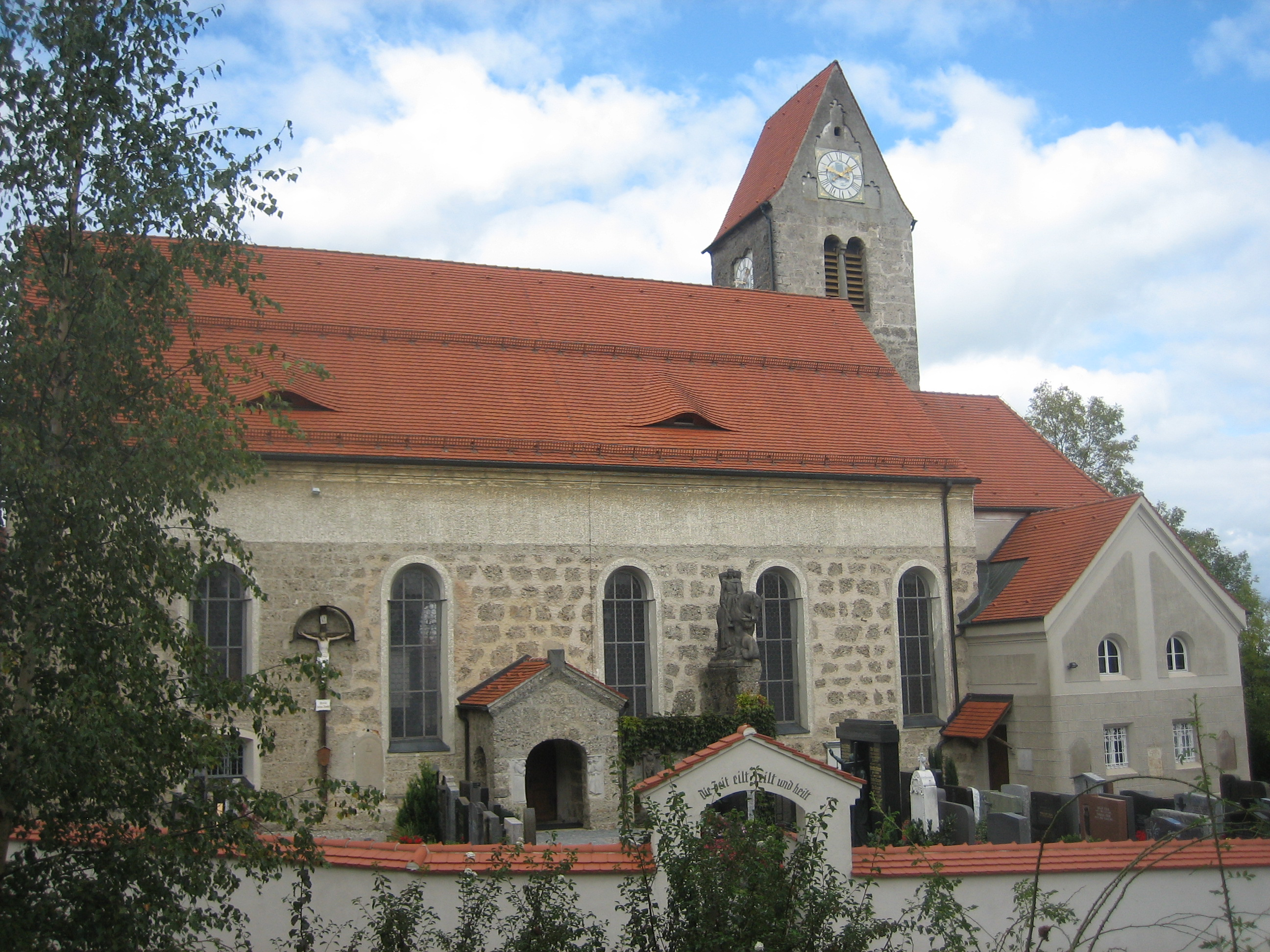
St. Georg, Böhen

Die größte Gruppe war im Jahr 2011 mit 85,5 % (633 Personen) römisch-katholisch, gefolgt von evangelisch (ev., lt.) mit 4,9 % (36 Personen). Im Vergleich zur Volkszählung von 1987 verringerte sich der Anteil der römisch-katholischen Bevölkerung dabei um 8,7 %, wohingegen sich der evangelische um 28,6 % erhöht hat.
In Böhen befindet sich die römisch-katholische Pfarrkirche St. Georg deren Ursprünge auf das 15. Jahrhundert zurückreichen. Gegen Anfang des 20. Jahrhunderts wurde das Langhaus erweitert.

### Einwohnerentwicklung
Zwischen 1988 und 2018 wuchs die Gemeinde von 731 auf 770 um 39 Einwohner bzw. um 5,3 %.

## Politik

### Bürgermeister
Erster Bürgermeister ist Andreas Meer (CSU und Freie Wählerschaft Böhen). Dieser wurde im Jahr 2014 Nachfolger von Hans Gropper (CSU/Freie Wählerschaft) und am 15. März 2020 mit 82,4 % wieder gewählt.

### Gemeinderat
Die Sitzzuteilung bei der Gemeinderatswahl 2014 war wie folgt:
- CSU/Freie Wählerschaft: 8 Sitze

Bei der Wahl am 15. März 2020 lag ebenfalls nur der Wahlvorschlag von CSU/Freie Wählerschaft vor, die erneut alle acht Mandate erhielt.

### Wappen
| | Blasonierung: „In Silber zwei gekürzte grüne Spitzen, denen ein schräger goldener Abtstab aufgelegt ist, überdeckt von einem Wellenpfahl in verwechselten Farben.“ |
| Wappenbegründung: Das Gemeindewappen erinnert in heraldisch vereinfachter Form an die geografische Lage der Gemeinde in der Hügellandschaft der westlichen Günz und ihren Zuflüssen. Das Gemeindegebiet gehörte zum Urbesitz des Reichsstiftes Ottobeuren, was durch den Abtstab verdeutlicht werden soll. Der Entwurf des Wappens stammt von Stiftsarchivar und Kreisheimatpfleger Aegidius Kolb und die Gestaltung übernahm der Passauer Max Reinhart. Das Wappen wurde am 6. April 1983 durch Bescheid der Regierung von Schwaben genehmigt. | |

### Flagge
Die Flagge ist Gelb-Grün-Weiß (1:1:1) gestreift mit aufgelegtem Gemeindewappen.

## Baudenkmäler
Im Hauptort befinden sich mehrere Baudenkmäler, darunter die Kirche St. Georg, ein spätmittelalterliches Tuffsteinkreuz sowie das spätklassizistische Pfarrhaus von 1875.

## Wirtschaft und Infrastruktur

### Wirtschaft einschließlich Land- und Forstwirtschaft
Es gab 2020 im Bereich der Land- und Forstwirtschaft sechs, im produzierenden Gewerbe keine und im Bereich Handel und Verkehr acht sozialversicherungspflichtig Beschäftigte am Arbeitsort. In sonstigen Wirtschaftsbereichen waren am Arbeitsort sieben Personen sozialversicherungspflichtig beschäftigt. Sozialversicherungspflichtig Beschäftigte am Wohnort gab es insgesamt 309. Im verarbeitenden Gewerbe gab es zwei Betriebe, im Bauhauptgewerbe keinen. Zudem bestanden im Jahr 2016 46 (1999 noch 64) landwirtschaftliche Betriebe mit einer landwirtschaftlich genutzten Fläche von 1570 ha. Davon waren 1438 ha (1999 1429 ha) Dauergrünfläche.

### Bildung
Im Jahr 2021 gab es folgende Einrichtungen:
- 1 Kindergarten: 25 Kindergartenplätze mit 23 Kindern

## Persönlichkeiten
- Wolfgang Bernhard (* 3. September 1960), Manager